# Descartes (Indre i Loira)
Descartes  és una comuna i població de França, a la regió de Centre, departament d'Indre i Loira, al districte de Loches. És la capital i la població més gran del cantó homònim. Està integrada a la Communauté de communes de la Touraine du Sud, de la qual és la població més gran. Rep el nom actual en honor del filòsof francès René Descartes, nascut en aquesta població; fins al 1967 es va dir La Haye en Touraine.

## Economia
El 2007 la població en edat de treballar era de 2.190 persones, 1.498 eren actives i 692 eren inactives. De les 1.498 persones actives 1.263 estaven ocupades (689 homes i 574 dones) i 235 estaven aturades (123 homes i 112 dones). De les 692 persones inactives 279 estaven jubilades, 169 estaven estudiant i 244 estaven classificades com a «altres inactius».

### Ingressos
El 2009 a Descartes hi havia 1.817 unitats fiscals que integraven 3.833,5 persones, la mediana anual d'ingressos fiscals per persona era de 15.432 €.

### Activitats econòmiques
Dels 205 establiments que hi havia el 2007, 8 eren d'empreses extractives, 9 d'empreses alimentàries, 1 d'una empresa de fabricació de material elèctric, 9 d'empreses de fabricació d'altres productes industrials, 31 d'empreses de construcció, 57 d'empreses de comerç i reparació d'automòbils, 3 d'empreses de transport, 14 d'empreses d'hostatgeria i restauració, 3 d'empreses d'informació i comunicació, 10 d'empreses financeres, 8 d'empreses immobiliàries, 18 d'empreses de serveis, 22 d'entitats de l'administració pública i 12 d'empreses classificades com a «altres activitats de serveis».
Dels 59 establiments de servei als particulars que hi havia el 2009, 1 era una oficina d'administració d'Hisenda pública, 1 gendarmeria, 1 oficina de correu, 4 oficines bancàries, 2 funeràries, 4 tallers de reparació d'automòbils i de material agrícola, 2 tallers d'inspecció tècnica de vehicles, 1 autoescola, 2 paletes, 6 guixaires pintors, 5 fusteries, 6 lampisteries, 3 electricistes, 5 perruqueries, 1 veterinari, 9 restaurants, 4 agències immobiliàries, 1 tintoreria i 1 saló de bellesa.
Dels 28 establiments comercials que hi havia el 2009, 3 eren supermercats, 1 una botiga de més de 120 m², 4 fleques, 4 carnisseries, 1 una peixateria, 2 botigues de roba, 3 botigues d'equipament de la llar, 1 una botiga d'equipament de la llar, 2 botigues de mobles, 1 una botiga de material de revestiment de parets i terra, 1 un drogueria, 1 una perfumeria i 4 floristeries.
L'any 2000 a Descartes hi havia 38 explotacions agrícoles que ocupaven un total de 2.079 hectàrees.

## Poblacions més properes
El següent diagrama mostra les poblacions més properes.

## Demografia

### Població
El 2007 la població de fet de Descartes era de 3.841 persones. Hi havia 1.816 famílies, de les quals 688 eren unipersonals (304 homes vivint sols i 384 dones vivint soles), 628 parelles sense fills, 372 parelles amb fills i 128 famílies monoparentals amb fills.
La població ha evolucionat segons el següent gràfic:
| Evolució de la població |      |      |      |      |      |      |      |      |
| 1793                    | 1800 | 1806 | 1821 | 1831 | 1836 | 1841 | 1846 | 1851 |
| -                       | -    | -    | -    | -    | -    | -    | -    | -    |

| 1856 | 1861 | 1866 | 1872 | 1876 | 1881 | 1886 | 1891 | 1896 |
| ---- | ---- | ---- | ---- | ---- | ---- | ---- | ---- | ---- |
| -    | -    | -    | -    | -    | -    | -    | -    | -    |

| 1901 | 1906 | 1911 | 1921 | 1926 | 1931 | 1936 | 1946 | 1954 |
| ---- | ---- | ---- | ---- | ---- | ---- | ---- | ---- | ---- |
| -    | -    | -    | -    | -    | -    | -    | -    | -    |

| 1962 | 1968 | 1975 | 1982 | 1990 | 1999 | 2006 | 2011 | 2016 |
| ---- | ---- | ---- | ---- | ---- | ---- | ---- | ---- | ---- |
| 3368 | 4267 | 4446 | 4357 | 4120 | 4019 | -    | -    | -    |

| 2019 | - | - | - | - | - | - | - | - |
| ---- | - | - | - | - | - | - | - | - |
| -    | - | - | - | - | - | - | - | - |

### Habitatges
El 2007 hi havia 2.119 habitatges, 1.826 eren l'habitatge principal de la família, 72 eren segones residències i 221 estaven desocupats. 1.655 eren cases i 458 eren apartaments. Dels 1.826 habitatges principals, 1.167 estaven ocupats pels seus propietaris, 631 estaven llogats i ocupats pels llogaters i 29 estaven cedits a títol gratuït; 50 tenien una cambra, 170 en tenien dues, 435 en tenien tres, 616 en tenien quatre i 556 en tenien cinc o més. 1.320 habitatges disposaven pel capbaix d'una plaça de pàrquing. A 941 habitatges hi havia un automòbil i a 556 n'hi havia dos o més.

### Piràmide de població
La piràmide de població per edats i sexe el 2009 era:
| Homes | Edats   | Dones |
| ----- | ------- | ----- |
| 0     | 95 o +  | 0     |
| 8     | 90 a 94 | 12    |
| 36    | 85 a 89 | 60    |
| 40    | 80 a 84 | 32    |
| 84    | 75 a 79 | 124   |
| 136   | 70 a 74 | 156   |
| 120   | 65 a 69 | 152   |
| 112   | 60 a 64 | 160   |
| 132   | 55 a 59 | 144   |
| 100   | 50 a 54 | 132   |
| 144   | 45 a 49 | 140   |
| 100   | 40 a 44 | 116   |
| 120   | 35 a 39 | 104   |
| 152   | 30 a 34 | 120   |
| 128   | 25 a 29 | 104   |
| 108   | 20 a 24 | 64    |
| 104   | 15 a 19 | 136   |
| 132   | 10 a 14 | 100   |
| 100   | 5 a 9   | 148   |
| 52    | 0 a 4   | 112   |

## Equipaments sanitaris i escolars
El 2009 hi havia 1 centre de salut, 2 farmàcies i 2 ambulàncies, 2 escoles maternals i 3 escoles elementals. Descartes disposava d'un col·legi d'educació secundària amb 248 alumnes.

## Personalitats
- René Descartes, filòsof, nascut el 1596.